# Gangara lebadea
Gangara lebadea är en fjärilsart som beskrevs av William Chapman Hewitson 1868. Gangara lebadea ingår i släktet Gangara och familjen tjockhuvuden. Inga underarter finns listade i Catalogue of Life.

## Bildgalleri

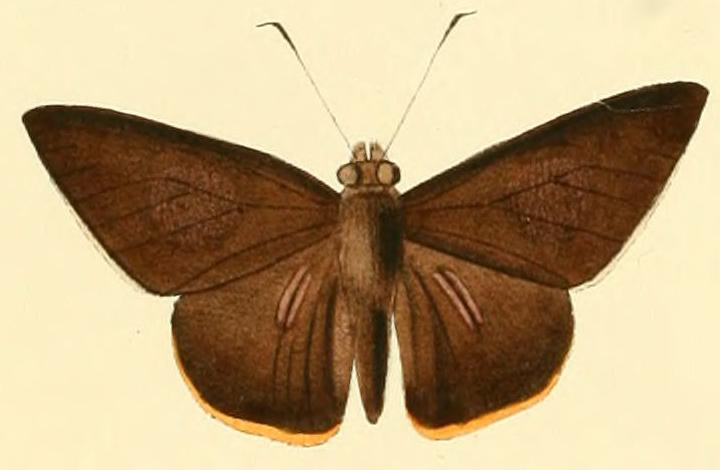
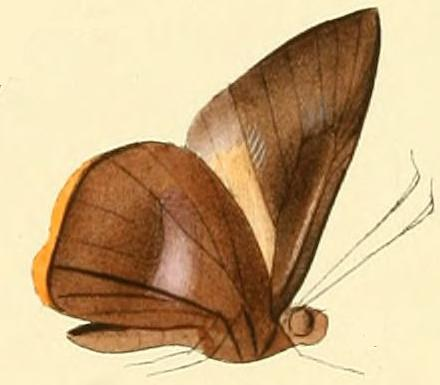
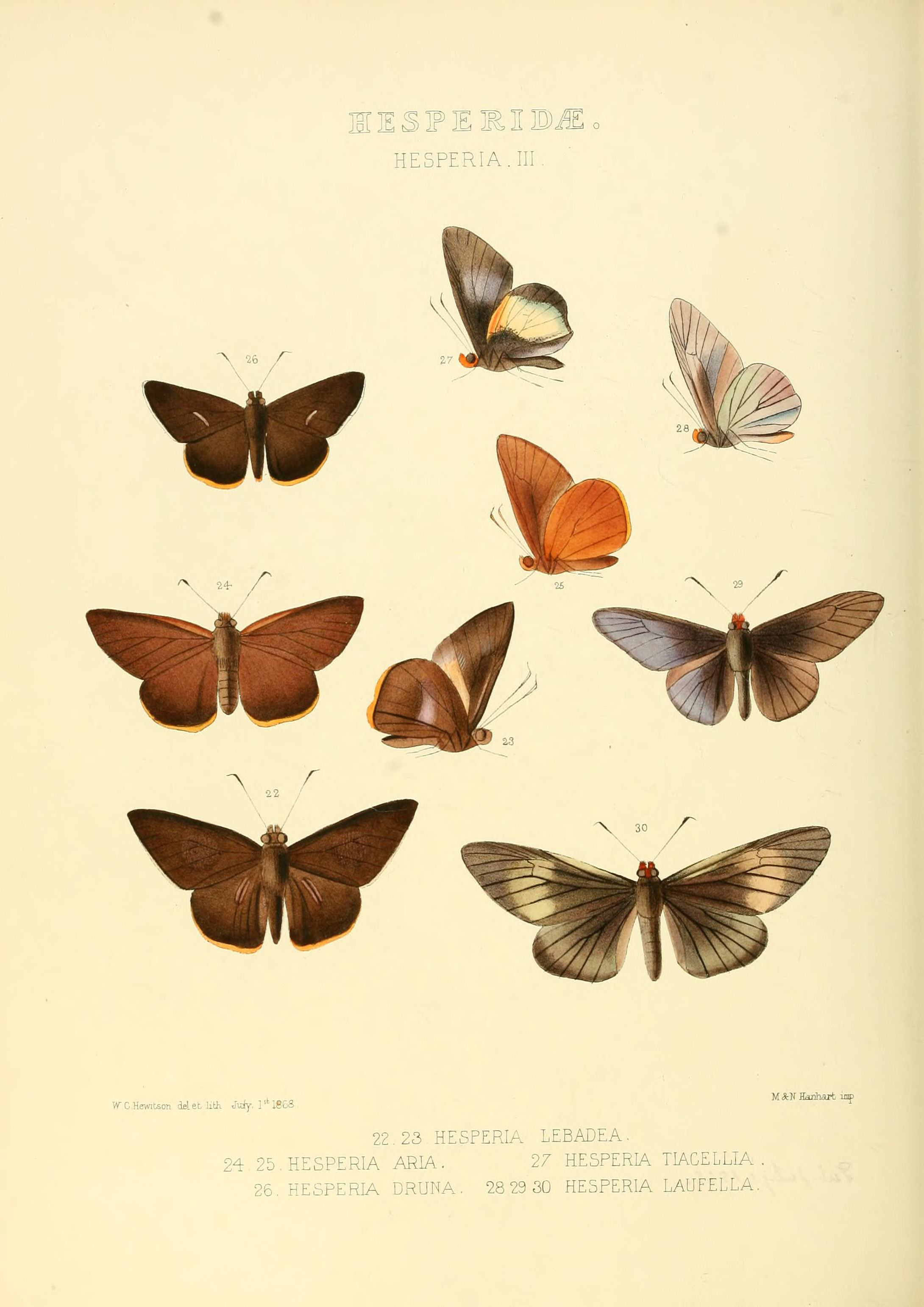
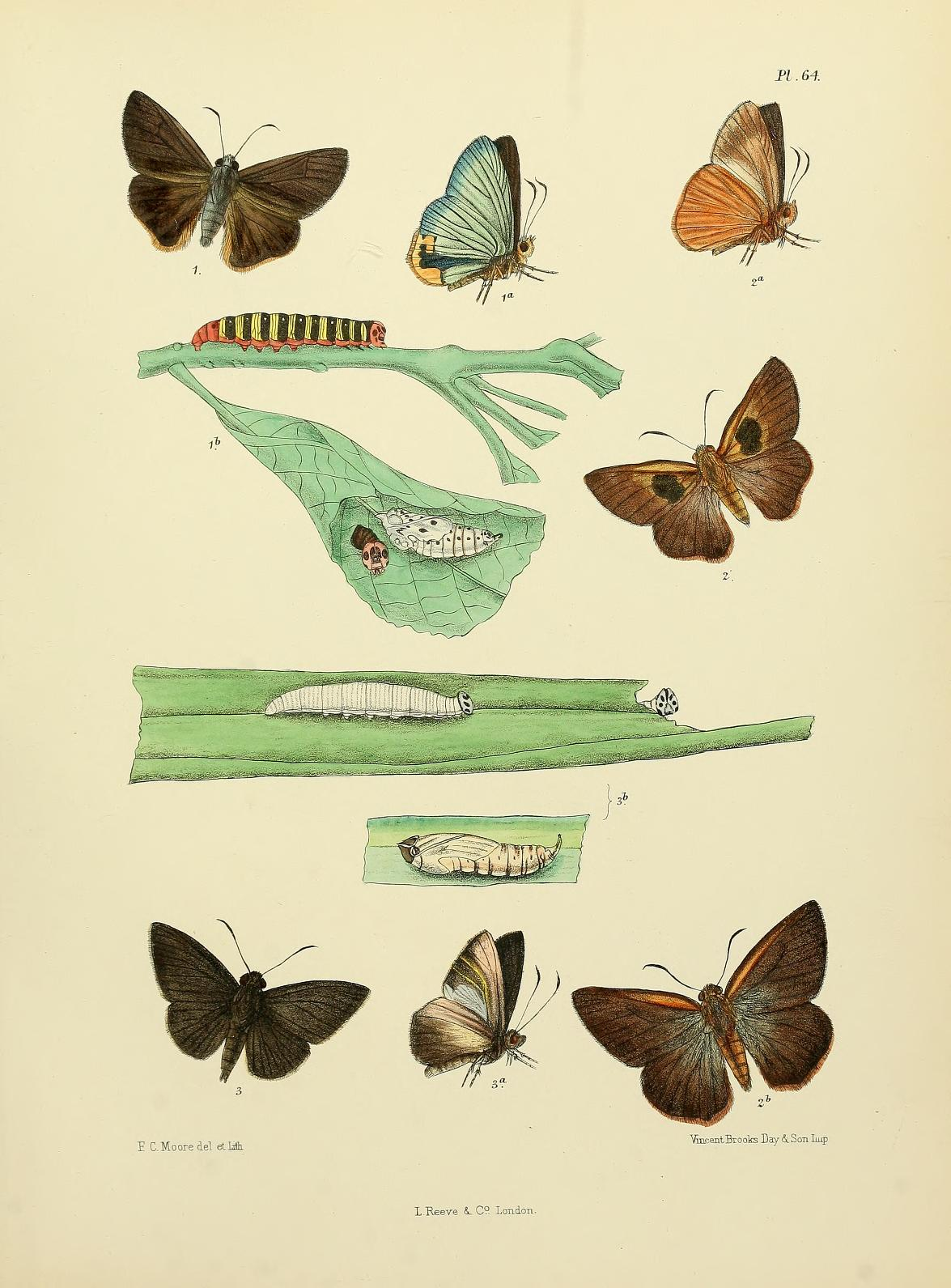